# Леандро Дамиао
Лукаш Дамиао да Силвадош Сантош, по-известен като Леандро Дамиао  (роден на 22 юли 1989 в Жардим Алегре), е бразилски футболист, играе като нападател и се състезава за японския Кавазаки Фронтале. Между 2011 и 2013 г. се състезава за националния отбор на Бразилия, като има 17 мача и 3 гола за „селесао“.

## Клубна кариера
Дамиао започва кариерата си в местните отбори в град Жардим Алегре като полузащитник. След това се премества в юношеския отбор на Атлетико Тубарао. Там той започва да играе като нападател и се премества в Атлетико Ибирама, които по-рано са го отхвърлили при проби. След като през 2009 г. вкарва осем гола за Ибирама в шампионата на щата Санта Катерина, Дамиао е забелязан и привлечен от Интернасионал. С отбора на Интернасионал до 20 години печели три титли на националното първенство и е привикан в Б отбора. При дебюта си за първенството на шампионата на щата Гаучо, Дамиао отбелязва два гола. През 2010 г. е извикан в първия състав на Интернасионал за кампанията в Копа Либертадорес.
През август 2010 г. Дамиао и Интернасионал печелят Копа Либертадорс, надигравайки на финала мксиканския Гуадалахара. Реализира втория гол за Интернасионал при победата като гост във финала, който Интернасионал печели с общ резултат 5 – 3 от двата мача.

## Национален отбор
Първита си повиквателна за мъжкия национален отбор на Бразилия, Дамиао получава през март 2011 г. за контролата срещу Шотландия, заменяйки в състава контузилия се Алешандре Пато. Дебютът си прави именно в мача срещу Шотландия, който Бразилия печели с 2 – 0 на Емирейтс Стейдиъм в Лондон. Първият си гол за Бразилия вкарва на 5 септември 2011 г. в контролата срещу Гана, играна на Крейвън Котидж отново в Лондон.
Дамиао е включен в състава на Бразилия за футболния турнир на Олимпиадата в Лондон. Завършва като голмайстор на турнира с шест гола, но Бразилия остава със сребърен медал, губейки на финала от Мексико

## Отличия

### Клубни
- Копа Либертадорес: 2010
- Кампеоната Гаучо: 2011, 2012
- Рекопа Судамерикана: 2011

### Национални
- Суперкласико де лас Америкас: 2011
- Летни олимпийски игри 2012: Сребърен медал

### Индивидуални
- Златна Обувка на Олимпийски игри 2012